# Joachim Schönecker

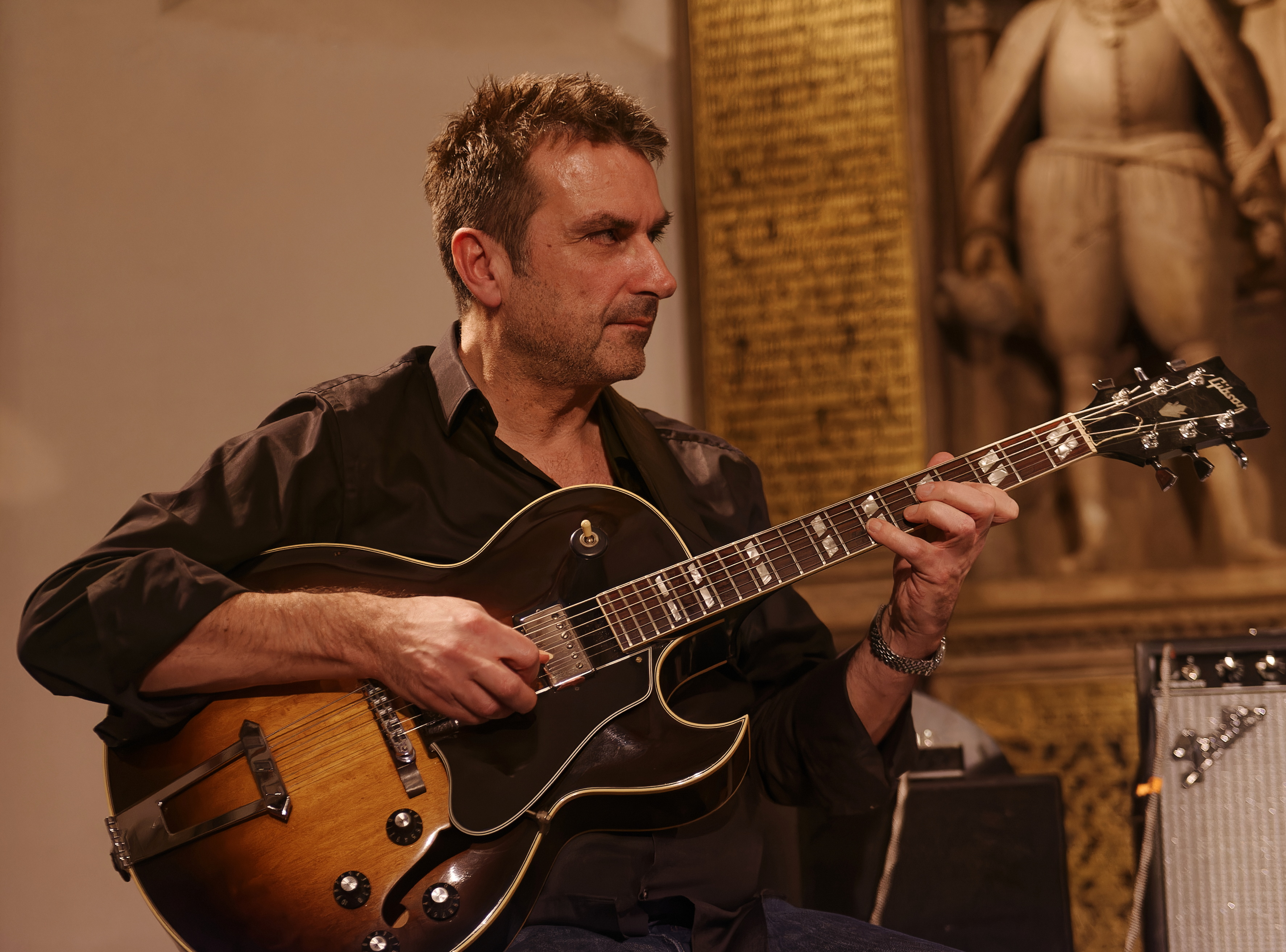
Joachim Schönecker mit seinem Trio in der Stadtkirche Darmstadt am 16. Februar 2020

Joachim Schönecker (* 1966 in Saarbrücken) ist ein deutscher Jazzmusiker (Gitarre, Komposition).

## Wirken
Schönecker studierte Jazzgitarre am Hilversums Conservatorium bei Wim Overgaauw und an der Hochschule für Musik und Tanz Köln bei Frank Haunschild.
Nach seinem Debütalbum Common Language (1997) veröffentlichte Schönecker unter seinem Namen weitere Alben, die hochkarätig mit Musikern wie Chris Potter, Adam Nussbaum, Larry Fuller, Jeff Hamilton und John Goldsby besetzt waren. Mit Peter Bernstein legte er das Duoalbum Dialogues (2009) vor. 2023 erschien das Trioalbum Trio Tales mit dem Pianisten Martin Sasse und dem Bassisten Markus Schieferdecker. Im Auftrag des Goethe Instituts tourte er in Ägypten, Sudan, Türkei, Serbien, Eritrea, Ethiopien, Kenia, Djibouti und Uganda. Weiterhin hat er als Gitarrist mit Musikern wie Patti Austin, Paquito D’Rivera, Peter Erskine, Rich Perry, Bert Joris, Philippe Aerts, Jan Delay, Don Braden, John Riley, Toots Thielemans, Dick Oatts, Michael Abene, Peter Weniger, Richie Beirach, der WDR Bigband und dem WDR Sinfonieorchester im Studio oder bei Konzerten zusammengearbeitet. Zudem war er als Theatermusiker tätig.
Schönecker hat an den Musikhochschulen in Leipzig, Saarbrücken, Hannover und dem Institut für Musik der Hochschule Osnabrück Jazzgitarre und Ensemblespiel unterrichtet. Seit 2016 ist er als Dozent am Conservatorium Maastricht tätig.